# Куданівка
Кудані́вка —село в Україні, у Лебединській міській громаді Сумського району Сумської області. Населення становить 272 осіб. До 2020 орган місцевого самоврядування — Лебединська міська рада.

## Географія
Село Куданівка знаходиться за 1,5 км від лівого берега річки Псел, за 2,5 км від міста Лебедин. Поруч проходить автомобільна дорога Т 1909.

## Історія
12 червня 2020 року, відповідно до Розпорядження Кабінету Міністрів України № 723-р «Про визначення адміністративних центрів та затвердження територій територіальних громад Сумської області», увійшло до складу Лебединської міської територіальної громади.
19 липня 2020 року, після ліквідації Лебединського району, село увійшло до Сумського району.

## Персоналії
Босенко Максим Олегович — український військовик, учасник російсько-української війни.